# Red Bull MotoGP Rookies Cup 2007
Red Bull MotoGP Rookies Cup 2007 var ett race som kördes över 8 omgångar, i samband med utvalda europeiska MotoGP-tävlingar.

## Slutställning
| Plats | Förare            | Poäng |
| ----- | ----------------- | ----- |
| 1     | Johann Zarco      | 159   |
| 2     | Lorenzo Salvadori | 102   |
| 3     | Matthew Hoyle     | 95    |
| 4     | Luis Salóm        | 80    |
| 5     | Cyrill Carillo    | 80    |